# Ucanal
Ucanal è un sito Maya in Guatemala, nel Dipartimento di Petén lungo il corso del rio Mopan, a circa 35 km a sud-ovest di Melchor de Mencos e a circa 80 km da Tikal.

## Storia
Nel 1914 Raymond Merwin scoprì le rovine del piccolo sito; la più tarda data documentata sui monumenti lapidei qui rinvenuti risale all'849 a.C. I geroglifici mostrano influssi provenienti dal Messico centrale, con forme che sono state trovate anche a Ixlu e a Seibal.
Dai testi tradotti si sa che i sovrani locali venivano designati come k'uhul k'an witznal ajaw, cioè sovrani divini della luogo della montagna gialla, forse questa era la denominazione di Ucanal.

## Descrizione del sito
Nel sito sono ancora evidenti due sistemi d'irrigazione artificiale: il primo costituito da un canale lungo 420 m, il secondo da un altro di 370 m. Entrambi sono larghi 7 m.